# Moromeții (film)
Acest articol se referă la filmul Moromeții.  Pentru alte sensuri, vedeți Moromeții.  
Moromeții este un film alb-negru românesc din 1987, regizat de Stere Gulea după volumul I al romanului Moromeții (1955) al lui Marin Preda. Rolurile principale sunt interpretate de actorii Victor Rebengiuc, Luminița Gheorghiu, Gina Patrichi, Dorel Vișan, Mitică Popescu, Petre Gheorghiu și Florin Zamfirescu. Filmul Moromeții a fost filmat în comuna Talpa din județul Teleorman.
Filmul urmărește destrămarea unei familii țărănești tradiționale pe fondul unor mutații sociale ireversibile care au loc în anii '30 ai secolului al XX-lea, în ciuda încercărilor disperate ale lui Ilie Moromete, capul familiei, de a-i ține împreună pe toți membrii familiei și a nu vinde din pământul pe care-l avea.

## Rezumat
Pe la jumătatea anilor '30 ai secolului al XX-lea, familia Moromete dintr-un sat teleormănean duce o existență chinuită. Deși fusese împroprietărit cu pământ după Primul Război Mondial și avea acum 14 pogoane, 24 de oi și o căruță cu doi cai, Ilie Moromete (Victor Rebengiuc), capul familiei, are mari probleme în a plăti datoriile la bancă și impozitul pe terenul agricol („fonciirea”). Familia sa este numeroasă. Ilie Moromete are trei băieți din prima căsătorie: Paraschiv (Ionel Mihăilescu), Nilă (Constantin Chiriac) și Achim (Radu Amzulescu), iar după moartea soției când copiii erau mici s-a recăsătorit cu Catrina (Luminița Gheorghiu), care avea la rândul ei, dintr-o căsătorie anterioară, o fată: Tita (Viorica Geantă-Chelbea). Ilie și Catrina au împreună doi copii, pe Ilinca (Emilia Popescu) și pe Niculae (Marius Badea).
În familie există unele tensiuni cauzate de sora lui Ilie, Maria (Gina Patrichi), care îi incită pe cei trei băieți mai mari să-și ceară drepturile. Confruntat cu perspectiva de a-și pierde pământul pentru care se muncise atât, Ilie acceptă să-l trimită pe Achim cu oile la București cu condiția ca acesta să-i trimită bani cu care să plătească datoria la bancă. Băieții sunt însă înțeleși între ei, iar Paraschiv și Nilă urmează să fugă și ei la București cu cei doi cai, înainte de începerea secerișului. Între timp, Ilie plătește o parte din restanța la plata fonciirei vânzându-i vecinului său Tudor Bălosu (Dorel Vișan) un salcâm din spatele casei. Agentul fiscal poreclit „Jupuitu” (Cornel Popescu) îi dă un termen de două săptămâni pentru a plăti și restul impozitului, amenințându-l că în caz contrar îi va lua bunurile din gospodărie în contul datoriei.
Ilie Moromete este o persoană respectată în sat, în jurul său adunându-se în fiecare duminică în poiana de la fierăria lui Iocan (Vladimir Juravle) un grup de țărani cărora el le citea articole din ziar și cu care discuta unele chestiuni politice. Principalii săi amici din acel grup sunt Gheorghe Cocoșilă (Mitică Popescu) și Dumitru lui Nae (Ilie Gheorghe). Deoarece Achim nu îi trimite banii la timp, Ilie este obligat să împrumute 4.000 de lei de la primarul Aristide (Petre Gheorghiu) pentru a plăti impozitul restant. Între timp, Paraschiv și Nilă fug cu caii spre București, dar din cauza șovăielii lui Nilă se întorc. Niculae, fiul mai mic, obține premiul I la școală, iar Catrina încearcă să-l convingă pe Ilie să-l trimită pe băiat să-și continue școala la oraș. 
În timpul secerișului apar unele conflicte în sat. Polina (Teodora Mareș), fiica cea mare a lui Bălosu, vine împreună cu tânărul sărac Birică (Anghel Rababoc) să secere pe terenul tatălui ei, iar Stan Țugurlan (Florin Zamfirescu) este arestat după ce-l bătuse pe morarul Tache care fura din făină, pe jandarm (Ion Anghel) și pe primarul Aristide. Recolta este bună, dar prețul grâului scade din cauza abundenței de cereale pe piață. 
După seceriș, situația financiară a familiei se înrăutățește. Datoria la bancă trebuie plătită, perceptorul urmează să vină iarăși după fonciire, Catrina îl presează pe Ilie să pună deoparte bani pentru a-l trimite pe Niculae la școală, iar Aristide îi cere banii împrumutați. Achim nu a trimis niciun ban acasă, iar Moromete nu vrea să vândă grâul la prețul mult scăzut. În plus, Ilie află de la negustorul de găini Scămosu că băieții cei mari sunt înțeleși între ei să fugă de acasă, iar Achim nu se va mai întoarce. Distrus sufletește, Moromete se întoarce acasă și plătește fonciirea cu banii de școală ai lui Niculae. În aceeași seară, Paraschiv vine beat acasă și face scandal. A doua zi, Ilie îi cheamă pe Paraschiv și Nilă pentru a-l ajuta la repararea acoperișului coșarului. Cei doi băieți refuză să meargă, le bat pe fete și iau haine noi din ladă, reproșându-i tatălui lor că au muncit destul pentru el. Ilie îi bate pe cei doi băieți cu ciomagul, spunându-le că averea lor este pământul rămas întreg.
În ziua următoare, Paraschiv și Nilă fug de acasă cu caii, iar Dumitru lui Nae este omorât în bătaie de legionarul Victor (Dan Bădărău), fiul lui Bălosu. Moromete îi vinde lui Bălosu o parte din pământ și lotul din spatele casei, cumpărând o pereche de cai, plătind datoria față de bancă și față de Aristide și punând bani deoparte pentru trimiterea lui Niculae la școală. Filmul se încheie cu plecarea lui Ilie la oraș pentru a-l înscrie pe Niculae la școală.

## Distribuție
- Victor Rebengiuc — Ilie Moromete
- Luminița Gheorghiu — Catrina Moromete, soția lui Ilie
- Gina Patrichi — Maria Moromete, „Guica”, sora lui Ilie
- Dorel Vișan — Tudor Bălosu, vecinul lui Moromete, țăran chiabur
- Mitică Popescu — Gheorghe Cocoșilă, prietenul lui Moromete
- Petre Gheorghiu — Aristide, primarul comunei
- Florin Zamfirescu — Stan Țugurlan, țăran sărac
- Viorica Geantă-Chelbea — Tita, fiica cea mare a Catrinei
- Emilia Popescu — Ilinca, fiica lui Ilie și a Catrinei
- Radu Amzulescu — Achim, fiul lui Ilie
- Constantin Chiriac — Nilă, fiul lui Ilie
- Ionel Mihăilescu — Paraschiv, fiul cel mare al lui Ilie
- Marius Badea — Niculae Moromete, fiul cel mic al lui Ilie
- Cristina Tacoi — Aristița, soția lui Tudor Bălosu
- Teodora Mareș — Polina, fiica lui Tudor Bălosu
- Ilie Gheorghe — Dumitru lui Nae, prietenul lui Moromete
- Dan Bădărău — Victor, fiul lui Tudor Bălosu
- Cornel Popescu — agentul fiscal Albei zis „Jupuitu”
- Constantin Cojocaru — Ion al lui Miai
- Lucian Albanezu — Lisandru, perceptorul fiscal al comunei
- Vladimir Juravle — Iocan, fierarul satului
- Anghel Rababoc — Birică, soțul Polinei
- Ion Anghel — șeful postului de jandarmi
- Nicolae Praida — Constantin (Din) Vasilescu, consătean al lui Moromete
- Constantin Măru
- Flavius Constantinescu
- Silvia Năstase
- Lupu Buznea — Voicu, țăranul pe care Moromete îl servește cu o țigară în ziua secerișului
- Raluca Zamfirescu
- Marin Benea
- Simion Hetea
- Sandu Mihai Gruia — băiatul Bâldii, țăran tânăr
- Mircea Florin Anca
- Adrian Rățoi
- Dorin Ganea
- Lică Gherghilescu
- Andrei Cristian Nicolescu — copil
- Jorj Voicu — Voicu, bărbier, consătean al lui Moromete (nemenționat)
- Ovidiu Schumacher — Teodorescu, învățătorul de la școala din sat (nemenționat)

## Producție

### Filmări
În 1984 Stere Gulea a propus Consiliului de Stat pentru Cultură și Artă realizarea filmului Moromeții. Scenariul filmului a fost scris de Stere Gulea după volumul I al romanului Moromeții de Marin Preda. 
Acțiunea cărții se petrece în anii '30 ai secolului al XX-lea la Siliștea Gumești, satul natal al scriitorului Marin Preda. Localitatea se schimbase însă destul de mult în cei 50 de ani care trecuseră de la momentul descris în carte, chiar scriitorul afirmând în volumul Imposibila întoarcere că „…ăsta nu e satul meu”. Regizorul a vizitat mai multe sate pentru a găsi unul care să semene cu satul descris de Marin Preda în roman, alegând în final satul Talpa, tot din județul Teleorman. Au fost găsite două case nelocuite alăturate, despărțite de un gard, înspre marginea satului, care au fost alese pentru a fi casa lui Bălosu și a lui Moromete. În curțile celor două case nu era însă niciun salcâm, așa că a fost adus unul tocmai din Alexandria.
Filmul a fost realizat în studiourile Centrului de Producție Cinematografică București. La realizarea filmului au fost folosiți pe post de consultanți Răzvan Ciucă (consultant etnografic) și Mihai Ungheanu (consultant literar). Regizor secund a fost Jana Dochița-Badea, iar operator filmări combinate Nora Irimescu. Filmul a fost filmat pe peliculă alb-negru. 
Filmările au durat timp de două luni  și au avut loc în vara anului 1985 în satul Talpa. Echipa de filmare era cazată la Hotelul Parc din Alexandria, de unde făcea zilnic naveta o distanță de 80 de km până în satul Talpa.  Condițiile din camerele de hotel erau mizerabile: pe lângă faptul că era foarte cald, în încăperi mișunau gândaci, muște și țânțari. 
Satul în care se filma era destul de izolat. Casele au fost închiriate de la săteni și există și în prezent. Strada pe care s-a filmat a fost denumită ulterior strada Moromeții. Sătenii i-au privit pe actori ca pe vecinii lor. Victor Rebengiuc a afirmat că a fost impresionat profund că localnicii cunoșteau romanul pe dinafară.  Echipa de filmare aducea țăranilor zilnic pâine, că acolo nu se găsea. Întreg satul aștepta autobuzul cu echipa de filmare de la Alexandria.  În schimb, sătenii le aduceau actorilor și celorlalți membri ai echipei de filmare ouă, brânză și alte produse și le făceau de mâncare la prânz. 
Scenariul a fost îmbunătățit în timpul filmărilor fără a se modifica litera cărții și spiritul ei. La cererea Comisiei ideologice, a trebuit refilmată o secvență în care legionarii îl bat pe Dumitru lui Nae. 
Muzica filmului a fost compusă de Cornelia Tăutu după ce au fost montate imaginea, dialogul și zgomotele. Ea a studiat atmosfera creată de operator, jocul actorilor și ritmul montajului. Cu toate acestea, compunerea muzicii acestui film a fost mai dificilă decât la alte filme, din cauza faptului că a trebuit să se apropie de realitatea țărănească descrisă.  Muzica a fost interpretată de Orchestra simfonică a Radioteleviziunii Române dirijată de Ludovic Bács (creditat pe generic ca Ludovic Baci), interpretul la taragot fiind Dumitru Fărcaș (creditat Dumitru Fărcașu). 

### Actorii
Rolul lui Ilie Moromete i-a fost oferit inițial de regizor lui Gheorghe Dinică, un actor care interpretase roluri negative în cele mai multe filme. Dinică a acceptat în prima fază, dar a renunțat ulterior la rol.  Într-un interviu ulterior acordat Eugeniei Vodă în anul 1999 la emisiunea „Profesioniștii”, Gheorghe Dinică a afirmat că regretă că a refuzat rolul Ilie Moromete, argumentându-și astfel refuzul său de a participa la Moromeții: „Îl iubeam prea mult pe Ilie și mi-a fost frică să nu-l stric”.  
Gulea i-a propus atunci lui Victor Rebengiuc să interpreteze rolul principal din film, iar acesta a acceptat. Actorul trebuia să-l interpreteze inițial pe Dumitru al lui Nae.  Victor Rebengiuc nu era obișnuit să joace roluri de țăran, familia sa provenind de la oraș. Bunicul actorului se mutase la începutul secolului la București, iar Rebengiuc nu a trăit niciodată la țară. Actorului îi plăcea personajul, dar nu se gândise să-l interpreteze pentru că „mi se părea departe de mine, de posibilitățile mele actoricești. Era un personaj dintr-un mediu care mie nu-mi era deloc cunoscut, nu-mi era familiar”. El a filmat o probă, iar regizorul a fost mulțumit. Rebengiuc s-a speriat însă că nu va putea să interpreteze convingător rolul. „Mi s-a părut că e greu, că n-o să pot să am autenticitate în personaj... Era o lume pe care n-o cunoșteam foarte bine, mi se părea greu, foarte greu de ajuns acolo... la personaj, o distanță mare și dificilă”.  El a plecat de la filmări la București. Filmările s-au întrerupt timp de o săptămână, până când actorul a fost convins de Leopoldina Bălănuță să se întoarcă. 
Neștiind cum să interpreteze un țăran, Rebengiuc s-a concentrat pe latura dramatică a personajului: „Am fost sărac de dimineața până seara... Nu știu cum e ăla un țăran, așa că am uitat că era vorba de un țăran. Am jucat numai un om care are probleme.” Rebengiuc i-a imprimat lui Moromete o latură dramatică.  Vorbind despre cei doi actori, Stere Gulea a afirmat următoarele: „Poate Gheorghe Dinică l-ar fi abordat altfel pe Ilie Moromete, cu o ironie mai acidă. Însă dramatismul pe care îl are personajul în filmul meu este dramatismul pe care i l-a dat Rebengiuc”.  Actorul a trebuit să facă o serie de concesii; el și-a lăsat mustață și s-a tuns mai scurt. De asemenea, a trebuit să se reapuce de fumat, deși se lăsase de ceva vreme de tutun și nu mai fuma deloc. 
Ceilalți actori au fost aleși de regizor în urma unui turneu făcut pe la teatrele din întreaga țară. El dorea să folosească figuri noi, necunoscute de public. Actorii aleși au fost găsiți la teatrele din Piatra Neamț, Sibiu și Craiova. 
La preselecțiile pentru alegerea copilului care să joace rolul lui Niculae Moromete a participat un număr mare de copii din sudul țării. Echipa de producție a colindat mai multe școli din județ. Copiii au fost puși să spună o poezie și au purtat un dialog cu echipa de producție, rămânând în competiție doar 300 de copii. Toți aceștia au fost aduși pe platourile de la Buftea, unde au avut loc probe timp de trei săptămâni, la sfârșitul fiecărei zile fiind eliminați din concurs o parte din copii. În cele din urmă au rămas doar cinci copii care au fost puși să interpreteze două scene: să-i sară în spate lui Victor Rebengiuc și să repete scena cu frigurile. A fost ales Marius Rivera Badea, care avea 11 ani (era născut la 1 septembrie 1973), era elev la Școala din satul Poroschia și făcea parte din lotul național de șah.
Regizorul a fost impresionat de faptul că băiatul era blând și foarte deștept, acesta din urmă reușind să învețe după prima săptămână întreg scenariul pe de rost. Copilul trebuia să se trezească aproape în fiecare zi la șapte dimineața, să ia autobuzul din Poroschia până în Alexandria, de unde pleca împreună cu echipa de filmare la Talpa. Tatăl lui venea des pe platourile de filmare. Regizorul i-a dat copilului dreptul de a cere întreruperea filmărilor dacă nu-i convenea ceva. În perioada filmărilor, copilul a lipsit mult de la școală, reușind să ajungă la cursuri cam patru zile pe lună. Unii profesori îl acuzau că îi tratează de sus și l-au pus să dea chiar și trei teze într-o zi. La premiera filmului Moromeții de la Cinematograful Scala, Marius Badea a spus că ar vrea să mai facă filmul odată, pentru că era nemulțumit de unele scene. Toată lumea a râs. Pentru un an de filmare, el a primit 10.000 de lei, adică trei salarii medii pe economie.
Copilul nu a urmat o carieră actoricească, el refuzând alte oferte pe care le-a primit ulterior. Marius Badea văzuse că actorii erau prost plătiți pentru munca pe care o prestau și nu a vrut să trăiască sărac. A absolvit Academia de Studii Economice din București și a devenit director al unei filiale a băncii ING. A început o carieră politică, trecând pe la Partidul Democrat, Partidul Social Democrat (din 1998), Partidul România Mare (din 2006) și Partidul Social Democrat (din 2007). El a îndeplinit pentru o perioadă funcția de vicepreședinte al Consiliului Județean Teleorman.
Cântăreața de muzică populară Sofia Vicoveanca a apărut într-o secvență din filmul Moromeții, la rugămintea regizorului Stere Gulea. Scena respectivă a fost tăiată însă la montaj.
În anul 2006 a avut loc la Talpa o întâlnire a unora dintre actorii care au jucat în filmul Moromeții. Au participat Stere Gulea, Victor Rebengiuc, Luminița Gheorghiu și Marius Badea. 

### Amânarea lansării
Filmările s-au încheiat în 1985, însă lansarea s-a amânat din motive de cenzură. Filmul a fost vizionat de mai multe ori timp de un an și jumătate de diferiți responsabili cu cultura de la mai multe instituții, inclusiv de la Secția de Propagandă a PCR. Responsabilii cu propaganda au reproșat filmului că imaginea este prea sumbră și prea întunecată, că țăranii sunt reprezentați dormind pe prispă și umblând desculți, că se face referire la legionari și la rege în discuțiile din poiana lui Iocan.  Ei erau nemulțumiți că lumea satului din România era prezentată într-o imagine urâtă, iar casele țărănești erau prea sărăcăcioase. 
Regizorul s-a apărat spunând că lumea din film era cea descrisă de Marin Preda în romanul său. El a promis să facă modificările cerute de responsabilii cu propaganda, dar le-a tergiversat la nesfârșit. Stere Gulea a explicat astfel discuțiile sale cu cenzorii: „Dacă erai slab de înger și acceptai să faci o modificare o singură dată, sigur veneau cu altceva. Păi compromiteai de tot filmul. Singura soluție a fost de a tergiversa - cum făcea Moromete cu fonciirea. Niciodată nu spuneam „Nu!”. Spuneam „O să mă gândesc”. Data viitoare când mă chemau, nu mai erau aceleași obiecții. Era caraghios. Era penibil, ce să mai!”  Filmul a scăpat până la urmă de modificările solicitate de cenzură, Stere Gulea rezistând încăpățânat la toate presiunile și amenințările.
În cele din urmă, Gulea a primit un telefon de la Secția de Propagandă și a participat la o vizionare cu Dumitru Popescu „Dumnezeu”, rectorul Academiei de învățămînt social-politic „Ștefan Gheorghiu” din București. La sfârșitul vizionării, Dumitru Popescu a spus: „Domn'e, mie mi-a plăcut filmul. Da, așa era viața la țară. E impresionant filmul, e prima dată când văd un film românesc cu țărani autentici”. Imediat, toți ceilalți cenzori au început să-și exprime și ei aprecierea față de filmul pe care-l criticaseră anterior: „Da, așa!, că și eu vin de la țară...”. 
Premiera filmului a avut loc la 28 septembrie 1987, la Cinematograful Scala din București. 

## DVD
Filmul Moromeții a fost imprimat pe suport DVD și lansat în magazine în anul 2006. 

## Recepție
Filmul Moromeții a fost vizionat de 2.223.070 de spectatori la cinematografele din România, după cum atestă o situație a numărului de spectatori înregistrat de filmele românești de la data premierei și până la data de 31.12.2007 alcătuită de Centrul Național al Cinematografiei.  El a fost relansat la 4 mai 2001, fiind vizionat de încă 16.327 spectatori. 
Criticii de film consideră aproape în unanimitate că Moromeții este unul dintre cele mai bune filme românești. Deși sunt descrise mai multe realități care puteau fi exploatate de autoritățile politice ale epocii, filmul este considerat a fi sec din punct de vedere propagandistic. 
În „Istoria filmului românesc (1897-2000)” (Ed. Fundației Culturale Române, București, 2000), criticul Călin Căliman considera că filmul Moromeții este una din cele mai reușite ecranizări ale anilor '80, „un test de maturitate creatoare” pentru regizorul Stere Gulea. Criticul afirmă că firele biografice din film interferează, iar astfel personajele din familia Moromete dobândesc dimensiuni noi față de roman. Chiar dacă Ilie Moromete pare mai hâtru în roman decât în film, filmul reușește să surprindă drama căderii personajului „în sine însuși”. Actorii reușesc să se integreze, prin personajele lor, în „lumea fabuloasă de gând și de simțire a Moromeților”.
Criticul Tudor Caranfil a dat filmului patru stele din cinci și a făcut următorul comentariu: „Povestea prăbușirii în sine a lui Ilie Moromete, privită ca un șir de așteptări mute. Moromete pândește cerul, micul Niculae pândește oile, vecinul îl pândește pe Moromete să-i smulgă locul din fundul curții și salcâmul, perceptorul îi pândește chimirul, cârciumarul îi pândește votul, mătușa îi pândește fiii ca să-i ațâțe în împărțeala averii pe care Moromete o tot amână. Romanul lui Marin Preda inspiră o peliculă alb/negru pe care Vivi Drăgan Vasile înscrie un univers claustrat în suferință, ca un desen în cărbune. Remarcabil e că realizatorul și-a elaborat opera într-un dublu portativ: pe de o parte, ceea ce se petrece și se „joacă” direct în fața noastră; pe de alta, o serie de acțiuni esențiale redate printr-un dialog care vine din afara cadrului. Spre ex., la serbarea școlară, pe expresia perplexă a lui Moromete în fața premierii fiului, pentru care nu era pregătit, se suprapun comentariile unor vecini nevăzuți: „A cui a zis că e?”; „A lu' Ilie, bă!”, „Ie-te ce sfios e...” În acest mod, momentul dificil servit de un mic interpret nu tocmai expresiv, își sporește potențialul emoțional. Rebengiuc creează un Moromete zguduitor în tăcerile sale, deși excesiv de cerebral. Fluid și sugestiv montajul lui Mircea Ciocâltei (Pr. montaj creativ, Chicago) personificante costumele Svetlanei Mihăilescu, evocatoare partitura Corneliei Tăutu – distinși toți cu Pr. ACIN. Ciorchine de Bronz, Santarem.” 
Un alt critic, Ioan Lazăr, remarcă faptul că Stere Gulea nu a sacrificat în scenariu „farmecul dialogurilor prediene, și nici umorul ludic al acestuia, întărit de luciditatea aspră, ironică, mobilizatoare, a personajului principal, Ilie Moromete”. Dovada incontestabilă a reușitei filmului o constituie calitatea dialogurilor. Este subliniată latura meditativă a personajului principal, prin intermediul tăcerilor sale îndelungate. Regizorul pune accentul și pe timpul care parcă nu mai are răbdare cu oamenii și duce la dezintegrarea familiei țărănești tradiționale prin ruperi de ritm bine articulate. În finalul comentariului său, Ioan Lazăr concluzionează: „Puține filme de la noi oferă, însă, un asemenea spectacol captivant al ascultării și al rostirii cuvintelor. Când nu se mai face tapaj sonor, când cuvintele tac, intrăm în fundătura silvană a finalului, imagini a unei Siberiade românești către cei care cei doi Moromeți, tată și fiu, se îndreaptă neîncrezători: „Unde mergem noi, domnule?””.  
Călin Stănculescu îl consideră un „film al tăcerilor”  construit în jurul personajului Ilie Moromete. El citează câteva scene antologice precum dansul călușarilor în curtea lui Bălosu, serbarea de sfârșit de an școlar, momentul recoltei, judecata copiilor sau revolta lui Moromete în fața dorinței băieților mai mari de a fugi de acasă. Imaginile alb-negru au rolul de a valorifica umbrele asfințiturilor de soare (ca în scena tăierii salcâmului sau a plecării la seceriș) sau ceața poienelor din pădure (de unde i se alungă oile lui Niculae pe tarlaua cu porumb sau unde are loc judecarea de către Achim a copiilor care l-au bătut pe Niculae). 
În cronica publicată în revista Cinema nr. 10/1987, Mircea Alexandrescu a remarcat că filmul trezește o senzație puternică de dominantă plastică, părând „că preia de undeva de departe, o atmosferă de dramă mocnită a unui sat cufundat în neguri, umbre și tăceri, cu orizont obturat și cer ascuns, totul învăluit într-un mister născut din amestecul de tonuri grave, întretăiat de strigăte, de foșnet de frunze”. 
Jurnalistul Cristian Tudor Popescu, doctor în cinematografie și profesor asociat la UNATC, considera Moromeții drept un film cu caracter politic și propagandistic al epocii comuniste.

### Opinia familiei lui Marin Preda
Familia scriitorului a fost dezamăgită după ce a aflat că Gheorghe Dinică a refuzat rolul principal. Alexandru Preda, fiul cel mic al lui Marin Preda, considera că Dinică reprezenta pentru el imaginea lui Ilie Moromete. Alegerea lui Rebengiuc a fost privită cu neîncredere pe motiv că actorul era considerat un actor de oraș, greu de imaginat în rolul unui țăran ce mergea în picioarele goale pe o miriște.  Interpretarea actorului a fost apreciată ulterior ca fiind excepțională. 
Fiul cel mic al lui Marin Preda a declarat că i-a plăcut filmul, interpretarea actorilor a fost impecabilă, dar personajul Nilă i s-a părut prea „bolovan” decât ar fi fost în realitate, iar Niculae era parcă prea „aerian”. 

## Premii
Asociația Cineaștilor din România (ACIN) a acordat acestui film în 1987 mai multe premii și anume:
- Marele Premiu pentru filmele artistice de lung metraj [23]
- Premiul pentru interpretare masculină - Victor Rebengiuc, pentru rolul Ilie Moromete din filmul Moromeții și pentru rolul Busuioc din filmul Pădureanca
- Premiul pentru imagine - Vivi Vasile Drăgan
- Premiul pentru montaj - Mircea Ciocâltei, pentru filmele Moromeții și Vulcanul stins
- Premiul pentru scenografie - Svetlana Mihăilescu, pentru costumele la filmul Moromeții
- Premiul pentru muzică - Cornelia Tăutu [24]
- Diplomă de onoare - Luminița Gheorghiu, pentru rolul Catrina Moromete din Moromeții [25]

Moromeții a obținut Premiul III („Ciorchinele de bronz”) la Festivalul de la Santarem (Portugalia) din 1988, iar actorul Victor Rebengiuc a primit Premiul pentru interpretare masculină la festivalele de la San Remo (Italia) și Santarem (Portugalia). 

## Continuare
O continuare a filmului, Moromeții 2, a fost anunțată la 30 de ani de la lansarea filmului original. Filmările au început în a doua jumătate a lunii septembrie 2017. Scenariul este o adaptare a celui de-al doilea volum al romanului Moromeții,  a romanului Viața ca o pradă și a publicisticii lui Preda.  Premiera filmului a avut loc la 5 noiembrie 2018.